# Костина, Клавдия Фёдоровна
Клавдия Фёдоровна Ко́стина (1900—1978) — советский геоботаник и селекционер.

## Биография
Клавдия Фёдоровна Костина родилась 7 (20 января) 1900 года в городе Покрове (ныне Владимирская область). Окончила в 1925 году Московскую сельскохозяйственную академию. Затем переехала в Крым и стала работать в Никитском ботаническом саду. Через несколько лет Клавдия Фёдоровна устроилась на работу во Всесоюзном институте растениеводства в Ленинграде, вскоре стала заведующей секцией косточковых плодовых культур.
С 1928 года Костина ездила в экспедиции в Среднюю Азию, Закавказье и Крым для изучения абрикосов и персиков. В 1932 году она начала деятельность по селекции абрикоса. Во время Великой Отечественной войны Клавдия Фёдоровна работала в Плодоовощном институте, затем — в Ойрот-Тура. После войны она вернулась в Никитский ботанический сад.
В конце 40-х годов прошлого века К. Ф. Костина, работавшая в Никитском ботаническом саду в Ялте, занялась обследованием заброшенных садов, оставшихся на Южном берегу Крыма после войны. Там она выделила большое количество крупноплодных сортов алычи. Плоды у этих сортов созревали на месяц раньше, чем у сливы домашней, вместе с абрикосом в июле. Единственным её недостатком были недостаточно крупные плоды. Скрестив лучшие сорта алычи с крупноплодными сортами китайской сливы, выведенными Л. Бёрбанком в Калифорнии К. Ф. Костина получила первые сорта гибридной алычи, объединившие раннее созревание и экологическую приспособленность к европейским условиям алычи с крупным размером и высоким качеством плодов южных сортов сливы китайской. Особенно широкое распространение получил сорт 'Обильная' (сорт зимостоек в Донбассе, но на юге Черноземья уже подмерзает).
Клавдия Фёдоровна Костина скончалась в Крыму 4 июня 1978 года.

## Награды и премии
- Сталинская премия второй степени (1952) — за выведение новых сортов зерновых и масличных культур
- заслуженный деятель науки и техники РСФСР (1962)
- орден Ленина
- медали

## Некоторые научные работы
- Культура абрикосов в Ферганской долине (1931)
- К развитию культуры абрикоса в СССР (1934)
- К изучению рода Prunus Focke (1935)
- Абрикос (1936)

## Виды растений, названные в честь К. Ф. Костиной
- Armeniaca kostinae E.N.Lomakin, 1977